# Бодљикаво прасе
Бодљикаво прасе или обично бодљикаво прасе (Hystrix cristata) је врста сисара из реда глодара и породице бодљикави прасићи Старог света (Hystricidae).

## Опис
Тело без репа одраслих бодљикавих прасића је дугачко од 60 до 83 cm. Задњи део тела и реп прекривени су дебелим бодљама дугим око 35 cm. Ове бодље су беле боје са црним прстеновима. Оне служе за одбрану и нису чврсто причвршћене за тело. Када су у опасности, накостреше бодље, тресу их и стварају шуштав звук. Глава и предњи део тела прекривени су тањим бодљама или дебелим длакама. Најгушће, најдебље и најдуже су на потиљку, врату и леђима и имају изглед гриве. Бодљикави прасићи достижу тежину од 13 до 27 килограма. Ноге су им кратке и снажне, на предњим шапама имају 4 развијена прста са чврстим канџама и закржљали палац, док на задњим имају 5 развијених прстију. Очи и уши су им веома мале. Живе усамљено. Дању се скривају у пукотинама и шупљинама између стена и јазбинама под земљом. Ноћу трагају за храном, кором дрвећа, воћем, поврћем, лишћем и другом биљном храном. Иако се углавном хране биљкама, понекад једу и инсекте, мале кичмењаке и стрвине. Да би наоштрили зубе и унели калцијум у организам глођу кости.

## Распрострањење
Ареал бодљикавог прасета обухвата већи број држава, углавном у Африци. Врста има станиште у Алжиру, Анголи, Бенину, Буркини Фасо, Гани, Гвинеји Бисао, Еритреји, Етиопији, Италији, Камеруну, Кенији, Либерији, Либији, Малију, Мароку, Мауританији, Нигеру, Нигерији, Обали Слоноваче, Руанди, Сенегалу, Сијера Леонеу, Сомалији, Судану, Танзанији, Тогу, Тунису, Уганди и Чаду. Ван Африке насељава Италију и то јужни део Апенинског полуострва и острво Сицилију.
Присуство је непотврђено у ДР Конгу и Централно Афричкој Републици.
Врста је можда изумрла у Египту.

## Станиште
Станишта бодљикавог прасета су шуме, саване, жбунаста вегетација, сува и каменита подручја и пустиње до 2.550 метара надморске висине.

## Угроженост
Бодљикаво прасе није угрожено, и на црвеној листи угрожених врста IUCN-а наведено је да постоји мали ризик од изумирања, јер има широко распрострањење.